# Екатерина Брауншвейг-Вольфенбюттельская
Екатерина Брауншвейг-Вольфенбюттельская (нем. Katharina von Braunschweig-Wolfenbüttel; 1518, Вольфенбюттель — 16 мая 1574, Кросно-Оджаньске) — принцесса Брауншвейг-Вольфенбюттельская, в замужестве маркграфиня Бранденбург-Кюстринская.

## Биография
Екатерина — дочь герцога Генриха II Брауншвейг-Вольфенбюттельского и его супруги Марии Вюртембергской, дочери графа Генриха Вюртембергского.
11 ноября 1537 года в Вольфенбюттеле Екатерина вышла замуж за маркграфа Иоганна Бранденбург-Кюстринского. Екатерина приняла активное участие в продвижении идей Реформации в маркграфстве.
Екатерина слыла исключительно экономной и хозяйственной женщиной и оказывала деятельную поддержку своему супругу. В Кюстрине ей принадлежало несколько хозяйственных зданий и прикухонный сад. В предместье Кюстрина у Екатерины имелся так называемый «дикий двор», а также несколько поместий в Шаумбурге, Древице и Нойдамме. В Нойдамме Екатерина поселила голландских беженцев веры, занимавшихся текстильным ремеслом. Были построены школа и церковь, и в 1562 году Нойдамм получил статус города.
Екатерина, в которой все отмечали простоту, была известна в народе как «мать Кете». Она основала первую аптеку в Дроссене, ещё одну открыла в Кюстрине, где бедные и нуждающиеся могли бесплатно получить лекарство. Екатерина основала многочисленные хутора и молочные фермы, которыми она сама управляла и реализовывала их продукцию.
В 1999 году могила Екатерины была обнаружена щецинскими археологами на руинах кюстринской приходской церкви. Имя Екатерины носит улица Катариненштрассе в берлинском районе Халензе.

## Потомки
- Елизавета (1540—1578), замужем за Георгом Фридрихом Бранденбург-Ансбах-Кульмбахским
- Екатерина (1549—1602), замужем за курфюрстом Бранденбурга Иоахимом Фридрихом.